# 조피 샤를로테 폰 브라운슈바이크뤼네부르크 공녀
하노버의 조피 샤를로테(Sophie Charlotte von Hannover, 1668년 10월 30일 ~ 1705년 2월 1일)는 프로이센 국왕 및 브란덴부르크 선제후 프리드리히 1세의 아내이다. 하노버 선제후 에른스트 아우구스트와 팔츠의 조피 사이에서 태어난 고명딸로 훗날 조지 1세가 되는 게오르크 루트비히의 여동생이다.
1684년 조피 샤를로테는 첫 번째 아내 엘리자베트 헨리에테와 사별한 프리드리히와 결혼했다. 4년 뒤인 1688년 프리드리히는 브란덴부르크 선제후가 되었고 1701년에는 프로이센의 국왕으로 즉위했다.
조피 샤를로테는 교양이 있고 총명한 여성이었다. 그녀는 예술가와 학자들의 후원자였으며 특히 라이프니츠와 자주 교류했다. 프리드리히 1세는 1700년 조피 샤를로테의 청으로 프로이센 과학 아카데미를 창립했고 라이프니츠가 초대 회장을 지냈다. 손자인 프리드리히 2세는 프로이센 과학 아카데미는 그녀 덕분에 설립된 것이라고 말했다. 베를린에 있는 샤를로텐부르크 성은 그녀의 이름을 따서 붙여진 것이다.

## 자녀
- 프리드리히 아우구스트(1685~1686)
- 프리드리히 빌헬름 1세(1688~1740)